# Phoebe Snetsinger
Phoebe Snetsinger (9 de junio de 1931 – 23 de noviembre de 1999) fue una reconocida ornitóloga estadounidense, famosa por haber registrado más de 8.400 diferentes especies de aves, de las 11.000 que se han conocido en la actualidad; récord que ya ha sido superado.
En 1981, fue diagnosticada con un cáncer terminal (melanoma) y a partir de esa etapa y durante 18 años fue en busca de su pasión, observar aves. Hija del magnate de la publicidad Leo Burnett, invirtió su herencia y dejó sus labores domésticas para emprender largas y complejas travesías que iniciaron en Alaska y se expandieron alrededor del mundo, hasta que en un viaje de avistamiento de aves la camioneta en la que viajaba volcó en un siniestro de tránsito en Madagascar y falleció a la edad de 68 años.